# William A. Craigie
William A. Craigie, född 13 augusti 1867, död 2 september 1957, var en brittisk språkforskare.
Cragie blev professor i engelska språket i Chicago 1925, och adlades 1928. Hans inlägg i den vetenskapliga diskussionen, dels om norrmännens inflytande på iriskan med arbeten som Oldnordiske Ord i det gaeliske Sprog (1893) samt Notes on the Norse-Irish question (1902), dels om teorin för skaldediktningen med arbeten som On some points in scaldic metre (1900) tillhörde Craigies främsta forskningsområden. Bland hans övriga verk märks andra arbeten om isländsk myt och saga som Scandinavian folk-lore (1896), The religion of ancient Scandinavia (1906) samt The Icelandic sagas (1913). Han utgav dessutom 1927 The study of American English.